# Biarne
Biarne ist eine französische Gemeinde im Département Jura in der Region Bourgogne-Franche-Comté. Sie gehört zum Arrondissement Dole und zum Kanton Authume.

## Geographie
Biarne liegt am 264 m hohen Mont Frit, rund zehn Kilometer südöstlich von Auxonne und wird vom Flüsschen Vèze durchquert. Die Nachbargemeinden sind Rainans im Norden, Jouhe im Osten, Sampans im Süden, Billey (Département Côte-d’Or) im Südwesten und Auxonne (Département Côte-d’Or) im Nordwesten.

## Weblinks

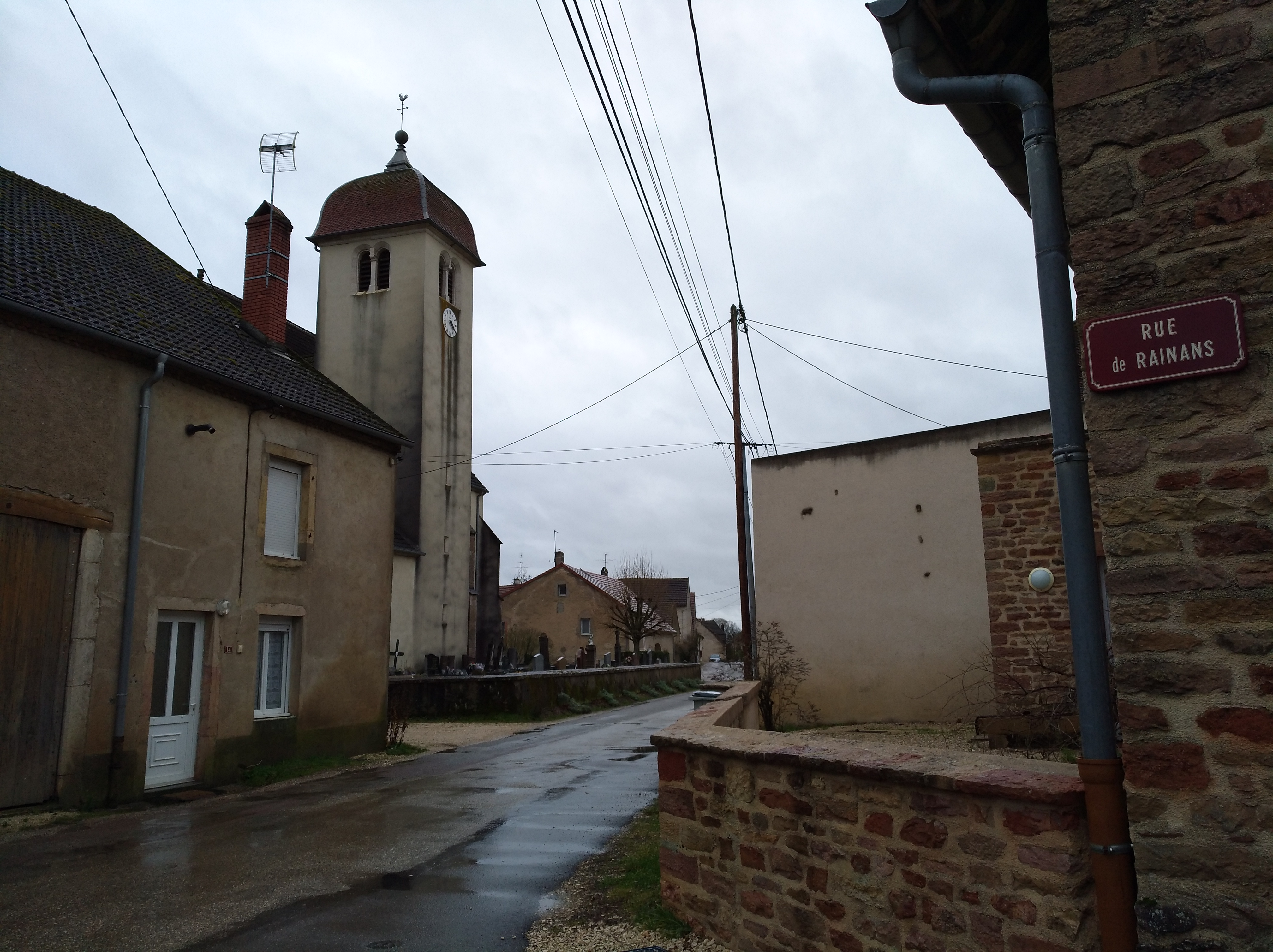
Turm der Kirche Saint-Jean-Baptiste

## Bevölkerungsentwicklung
| Jahr                       | 1962 | 1968 | 1975 | 1982 | 1990 | 1999 | 2008 | 2017 |
| -------------------------- | ---- | ---- | ---- | ---- | ---- | ---- | ---- | ---- |
| Einwohner                  | 184  | 142  | 152  | 255  | 355  | 354  | 363  | 407  |
| Quellen: Cassini und INSEE |      |      |      |      |      |      |      |      |